# Рудченко, Иван Яковлевич
Иван Билык (Иван Яковлевич Рудченко, 2 сентября (21 августа) 1845, Миргород — 1 октября (18 сентября) 1905, Петербург) — украинский фольклорист, этнограф, писатель, переводчик, литературный критик, старший брат и соавтор Панаса Мирного.
Родился 2 сентября 1845 года в Миргороде в семье бухгалтера уездного казначейства. Учился сначала в приходской школе, затем в уездном трёхклассном училище, которое успешно закончил в 1857 году. Вступить в гимназию не было материальной возможности, и отец взял его приучать к службе в казначействе (в том году отца перевели в Гадяч на должность казначея). Но служба не удовлетворяла юношу, он рвался к образованию. Это желание усиливало общение с молодым обществом из семьи Драгомановых. Чтение книг, разговоры о судьбе народа, увлечение украинским фольклором — всё это способствовало росту сознания и народолюбия. Рано начал записывать песни, пословицы и поговорки, изучать народные обычаи, а одновременно и писать собственные произведения. В 1860 году некоторые его записи публикуются в «Полтавских губернских ведомостях», а с 1861 года в журнале «Основа» под псевдонимом Иван Кивайголова. В 1862 году он опубликовал народные предания, записанные в Миргороде, «О кукушках, мусорщиках и гадюках» (псевдоним — Иван Руина). С 1867 года издавал поэзию, переводы и литературно-критические статьи и рецензии в львовской «Правде».
С 1863 года Иван Рудченко становится чиновником Казённой палаты в Полтаве. Здесь он знакомится с «просвещённым Предводителем украинолюбства» Д. П. Пильчиковым и ещё глубже осознаёт потребность служить своему народу. Для этого надо было учиться, и в 1864 году Иван Яковлевич уезжает в Киев, чтобы подготовиться к поступлению в университет. Там он пристаёт к группе народолюбцев (Антонович, Драгоманов, Житецкий, Лысенко и др.). Занимается общественно-культурной работой, сотрудничает с редакцией «Киевлянина». В феврале 1867 года Рудченко получил должность в системе государственного контроля, который был выделен в отдельное министерство. Попрощавшись с мечтой об университетском образовании, он едет в Житомир на службу в контрольную палату, которой руководил полтавчанин Матвей Симонов (Номис), известный этнограф и фольклорист. С того времени и до смерти Иван Яковлевич работал на различных правительственных постах в Витебске, Херсоне, Петербурге, где был членом Совета министерства финансов. Он стал выдающимся специалистом налогового дела и имел печатные труды по данной отрасли.
Иван Рудченко внёс значительный вклад в фольклористику. Он издал сборник «Народные южнорусские сказки» в 2 выпусках (Выпуск 1 в 1869 г. и Выпуск 2 в 1870 г.), сборники «Чумацкие народные песни» (1874), публикации этнографических исследований «О Чумаках и Чумачестве», «Чумаки в народных песнях» и «Этнографические работы в Западном крае в 1866 году». Этими трудами исследователь положил начало публикациям украинского фольклора по жанровому и тематическому принципу.
В 1872 году Панас Мирный послал брату только что законченную повесть «Чипка». Иван Яковлевич внимательно отнёсся к произведению, усовершенствовал его, написав несколько новых разделов, углубил социальные мотивы произведения.
Панас Мирный совместно с Иваном Билыком собирали народное творчество и писали один из романов украинской классической литературы «Разве ревут волы, когда ясли полны?». Именно на этой основе между братьями завязалось крепкое творческое содружество, так называемый «братский союз». Хотя позже их творческие пути разошлись в разные стороны, значение того содружества, того «союза» ничто не могло омрачить. После того как в 1880 году роман вышел в Женеве, братья сфотографировались на память о «братском союзе», в результате которого появилось это выдающееся произведение украинской литературы. Панас Мирный отметил брата в «Чуткой к правде душе» и «Полном народолюбия сердце».
Велика заслуга Ивана Билыка как литературного критика. Его эстетические взгляды развивались под влиянием творчества Т. Г. Шевченко. В статье «Тревога над свежей могилой Т. Г. Шевченко» (1886) он называл Кобзаря одним из самых народных поэтов. В сборнике «Чумацкие народные песни» (1874) поместил четыре песни из рукописного сборника песен Шевченко, услышанных в Сквирском уезде.
Кроме того, Билык известен и как переводчик на украинский язык произведений И. Тургенева, А. Мицкевича, Г. Гейне, Дж. Байрона и других. Писал он и лирические стихи, правда, преимущественно для себя и близких людей.